# Bjørn Oscar Gulbrandsen
Bjørn Gulbrandsen (ur. 17 września 1925 w Bærum, zm. 16 kwietnia 2011 tamże) – norweski hokeista i żeglarz, dwukrotny olimpijczyk.

## Kariera sportowa
Na regatach rozegranych podczas Letnich Igrzysk Olimpijskich 1956 wystąpił w klasie Dragon zajmując 7 pozycję. Załogę jachtu Pan II tworzyli z nim Carl Svae i Thor Thorvaldsen. Był członkiem Kongelig Norsk Seilforening.
Cztery lata wcześniej wraz z norweską reprezentacją wziął udział w olimpijskim turnieju hokeja na lodzie zajmując dziewiąte miejsce. Związany był z klubem Stabæk IF.